# Otto Grotewohl
 (juin 2024).
Si vous disposez d'ouvrages ou d'articles de référence ou si vous connaissez des sites web de qualité traitant du thème abordé ici, merci de compléter l'article en donnant les références utiles à sa vérifiabilité et en les liant à la section « Notes et références ».
Otto Grotewohl, né le 11 mars 1894 à Brunswick et mort le 21 septembre 1964 à Berlin-Est, est un homme d'État allemand, membre du Parti social-démocrate d'Allemagne (SPD), puis à partir de 1946 du Parti socialiste unifié d'Allemagne (SED). Il a été président du Conseil des ministres de la RDA de 1949 à 1964.

## Biographie

### Jeunes années
Otto Grotewohl est né le 11 mars 1894 dans le duché de Brunswick dans une famille protestante. Il devient apprenti-typographe et adhère en 1910 à l'aile jeune du SPD. Il devient par la suite imprimeur.
Il a servi dans l'Armée impériale durant la Première guerre mondiale.
En désaccord avec la ligne de son parti, il rejoint en 1918 l'USPD, lui-même issu d'une scission avec le SPD.
En 1920, il est élu au Landtag du nouvel État libre de Brunswick ; il intégrera rapidement le gouvernement de l'État en devenant ministre de l'Éducation publique de novembre 1920 à mai 1922 puis ministre de la Justice de mars à mai 1922 puis de février 1923 à décembre 1924.
En 1922, après l'assassinat de Walther Rathenau par l'extrême droite, il retourne au SPD comme une grande majorité de membres l'USPD, afin d'unir les forces socialistes.
Le 31 octobre 1925, il est élu député au Reichstag. Il sera réélu à chaque nouvelles élections jusqu'à l'avènement au pouvoir de Hitler.

### Sous le Troisième Reich
Le 23 mars 1933, Otto Grotewohl vote contre la loi d'habilitation proposée par Hitler, un amendement constitutionnel autorisant Hitler à promulguer des lois sans l'approbation du Reichstag.
Otto Grotewohl est démis de ses fonctions puis est arrêté, brutalement battu et emprisonné à de nombreuses reprises par le régime nazi. Il est contraint de quitter Brunswick et part s'installer à Hambourg puis en 1938 à Berlin ; il devient grossiste puis représentant industriel.
Il travaille dans le groupe de résistance d'Erich W. Gniffke (membre du SPD lui aussi), qu'il a connu à Brunswick. En août 1938, il est arrêté et accusé de haute trahison devant le tribunal du peuple. La procédure est cependant interrompue sept mois après.
Il est de nouveau arrêté en novembre 1939, à la suite de la tentative d'assassinat de Georg Elser contre Hitler ; il passe huit semaines en prison avant d'être relâché. Il se met à travailler comme commis et consacre de plus en plus de temps à la peinture.
En 1944, il passe dans la clandestinité, après le complot du 20 juillet 1944. Une nouvelle vague de terreur vise les opposants au régime. Otto Grotewohl est dans le collimateur mais n'est jamais repéré par la Gestapo du fait de sa vie clandestine. 

### Occupation de l'Allemagne
Après la défaite allemande lors de la Seconde Guerre mondiale en mai 1945, le pays est occupé par les forces alliées et divisé en quatre zones gouvernées respectivement par les États-Unis, l'Union soviétique, le Royaume-Uni et la France. Le 17 juin 1945, Otto Grotewohl, Erich W. Gniffke, Max Fechner, Gustav Dahrendorf et Hermann Harnisch fondent une branche du Parti social-démocrate d'Allemagne rétabli dans la zone d'occupation soviétique ; Otto Grotewohl devient président du parti.
Immédiatement après la guerre, les Soviétiques estiment que le Parti communiste d'Allemagne (KPD), reconstruit par le « Groupe Ulbricht » et dirigé par Wilhelm Pieck, deviendra naturellement la force politique la plus puissante de leur zone. Cependant, après les mauvais résultats des partis communistes aux élections en Hongrie et en Autriche en novembre 1945, l'Administration militaire soviétique en Allemagne commence a prôner une fusion du KPD et du SPD, pour légitimer la mainmise des communistes sur la zone orientale.
Otto Grotewohl s'oppose d'abord à la fusion, mais sous la pression de l'autorité soviétique, des communistes allemands et mêmes d'un certain nombre de membres du SPD, il cède rapidement et devient partisan d'une unification rapide, estimant que la division entre les principaux partis de gauche avait conduit à l'accession au pouvoir des nazis.
5000 membres du SPD, opposés à l'idée de la fusion, sont arrêtés.
Le 21 avril 1946, la fusion du KPD et du SPD est actée dans la partie soviétique de l'Allemagne, sous le nom de Parti socialiste unifié d'Allemagne (SED) ; Pieck et Grotewohl se partagent la présidence.
La poignée de main entre Pieck et Grotewohl devient l'emblème du parti.
Les dirigeants du SPD des zones d'occupations occidentales refusent la fusion et le SPD reste un parti indépendant à l'ouest du pays.

### Chef de gouvernement
Le 7 octobre 1949, la fondation de la RDA est actée. Quatre jours plus tard, Pieck est élu président de la république et le lendemain, Grotewohl devient chef du gouvernement en étant nommé ministre-président du conseil des ministres. 
Bien que Grotewohl et Pieck soient officiellement sur un pied d'égalité, Grotewohl exerce un pouvoir politique bien plus réel dans les affaires de l'État que Pieck. Dans la hiérarchie politique est-allemande, le Premier ministre était le plus haut représentant de l’État, le président occupant théoriquement le deuxième rang. Ainsi, pendant la première année d'existence de la RDA, Grotewohl était l'homme politique le plus puissant du pays.
Le pouvoir de Grotewohl est considérablement réduit en juillet 1950, lorsque le SED se restructure selon des lignes soviétiques plus orthodoxes. Les postes de présidences communes sont supprimés et Walter Ulbricht devient secrétaire général du parti, le centre du pouvoir de facto de la RDA, et donc le leader de facto de l'Allemagne de l'Est. Grotewohl reste ministre-président du conseil des ministres (président du conseil des ministres à partir de 1958) et chef officiel du gouvernement sans contestation de la part du SED. Cependant, le conseil des ministres, bien qu'officiellement défini comme le « gouvernement » de l'Allemagne de l'Est, est réduit à devenir une courroie de transmission des politiques élaborées par le Politburo du SED. Grotewohl reste donc essentiellement une figure de proue sans aucune réelle influence sur les affaires de l'État.
Contrairement à Ulbricht et à la plupart de ses collègues du SED, Grotewohl est connu pour être ouvertement favorable à une manière de gouverner plus humaine. Dans un discours majeur prononcé à la conférence du parti SED le 28 mars 1956, il condamne les abus du système judiciaire. Il dénonce également les arrestations illégales, appelle à plus de respect des droits civiques et réclame même un débat animé au sein du parlement. Grotewohl émet également une critique voilée de la gestion notoirement autoritaire de la ministre de la Justice Hilde Benjamin dans les procès politiques. Malgré ses critiques ouvertes à l'égard du régime de plus en plus autoritaire du SED, Grotewohl conserve ses fonctions sans représailles car le Kremlin lui maintient sa confiance.

### Dernières années
Otto Grotewohl, qui avait 55 ans à son arrivée au pouvoir, est confronté à une santé qui se détériore rapidement au cours de ses fonctions. Au début des années 1950, il a une série d'alertes assez mineures, mais en 1953, ses médecins lui identifient une artériosclérose et un début de calcification du système coronaire dans son cœur. 
Il subit plusieurs soins médicaux à Moscou fin 1953 puis effectue une cure de trois semaines et demie sur la mer Noire.
À partir de 1955, les médecins de Grotewohl s'inquiètent de l'état de son système cardiovasculaire. En 1959, ils diagnostiquent finalement un début d’insuffisance cardiaque et réclament une réduction de sa charge de travail. En raison de l'hypertension artérielle persistante et de l'arythmie chronique, les médecins craignent une crise cardiaque.
En 1960, Grotewohl reçoit un diagnostic de leucémie et, au cours de l'année, sa santé périclite rapidement, au point qu'il est à peine capable de participer aux affaires politiques quotidiennes. Le 4 avril 1960, Grotewohl part pour des vacances reposantes de quatre semaines sur la mer Noire ; huit mois plus tard, il revient pour plusieurs semaines au sanatorium soviétique de Barwicha. Après son retour d'Union soviétique, il déménage à contrecœur avec sa femme de Pankow à Wandlitz, cédant à une décision antérieure d'Ulbricht.
Fin octobre 1960, Willi Stoph est chargé de remplacer Grotewohl comme président du conseil par intérim, mais sans qu'il soit démis de ses fonctions. Ses troubles cardiovasculaires permanents empêchent Grotewohl de revenir en politique et il ne peut plus participer activement aux réunions des comités directeurs du parti et du gouvernement. Sa vue s'est également dégradée, il ne peut plus lire, et c'est pourquoi il ne prononce pratiquement pas de discours public à partir de 1961.
Malgré la situation médicale claire, sa démission reste hors de question pour ses collègues. Au contraire, Après la mort de Pieck en 1960, la présidence de la République est supprimée et le pouvoir est réorganisé sous une forme collégiale, qui porte le nom de Conseil d’État (Staatsrat). Walter Ulbricht, premier secrétaire de la SED, en devient le président, tandis que Grotewohl en assume la vice-présidence.
Grotewohl meurt le 21 septembre 1964, à 12h35, dans le quartier de Niederschönhausen à Berlin-Est, des suites d'une hémorragie cérébrale. Quelques heures plus tard, le drapeau de la RDA sur la porte de Brandebourg est mis en berne et la diffusion de la Deutscher Fernsehfunk est interrompue. Le conseil des ministres de la RDA ordonne un deuil de trois jours.
Le corps de Grotewohl est exposé au siège du parti puis, le 15 octobre, ses cendres sont transférées au Mémorial des socialistes au cimetière central de Berlin-Friedrichsfelde.

## Hommage
Sous le régime est-allemand, à partir de 1964, la Wilhelmstraße porta le nom d'« Otto-Grotewohl-Straße ».